# Tandy Beal
Tandy Beal (* 1948) ist eine US-amerikanische Tänzerin, Choreographin und Tanzlehrerin.

## Leben
Beal ist die Tochter des Schauspielers John Beal und der Schauspielerin Helen Craig. Sie begann ihre Laufbahn als Tänzerin im Alwin Nikolais Dance Theatre. Als Gast trat sie mit der Tanzkompagnie Momix, dem Atlanta Ballet und dem Oakland Ballet und den Kompagnies von Remy Charlip, Murray Louis und Carolyn Carlson auf. Als Kreativdirektorin arbeitete sie für StarStuff Productions und zehn Jahre lang für den Pickle Family Circus und andere Zirkusveranstaltungen in cden USA.
Sie arbeitete mit den Komponisten Art Lande, Lou Harrison und John Adams zusammen und chreographierte alle Hauptcharaktere des Films Nightmare Before Christmas von Henry Selick und Tim Burton, ebenso auch 65 lebensgroße Puppen für Frank Zappa. Mehr als dreißig Jahre lang arbeitete sie mit Bobby McFerrin zusammen.
1972 gründete Beal mit Jon Scoville das Ensemble Tandy Beal & Company, das sie seither leitet. Für die Company, mit der sie auf vier Kontinenten auftrat, choreographierte sie mehr als 100 Werke, darunter eine Version von Tschaikowskis Der Nussknacker für zeitgenössischen Tanz, die seit 1982 regelmäßig aufgeführt wird. Für das American Film Institute realisierte sie ein Filmprojekt über Hildegard von Bingen, für das San Francisco Museum of Performance and Design das Videoprojekt Four Dance Icons of the West. 
Beal unterrichtete am Centre National de la Danse Contemporaine in Paris, dreißig Jahre lang an der University of Utah als jährlicher Gastkünstler, an der University of California, Santa Cruz, am Cabrillo College und an der University of Washington.